# Yacimientos paleolíticos en la provincia de Ciudad Real
Los yacimientos paleolíticos en la provincia de Ciudad Real han sido encontrados en gran cantidad si bien todos ellos son yacimiento secundarios de útiles líticos característicos del Achelense, o modo 2. No se ha encontrado ningún yacimientos primario.
Los útiles líticos encontrados están fuera de contexto, lo que implica muchos inconvenientes a la hora de establecer una cronología, de tal manera que la datación se hace sobre la base de la tipología de las piezas encontradas. Los yacimientos y el material recogido se suelen adscribir al Paleolítico Inferior.

## Descripción
Todos los restos encontrados en yacimientos se adscriben culturalmente al modo II o Achelense, como por ejemplo bifaces, sin embargo también podemos destacar algunas producciones de tipo Musteriense, como son las puntas musterienses, o las lascas de técnica Levallois, pero son menos frecuentes. Son yacimientos que se datan, habitualmente, en el Paleolítico Inferior.
Según los restos localizados, la primera ocupación humana de la provincia de Ciudad Real estaría en torno al 700 000 a. C. fecha perteneciente al Pleistoceno Medio.

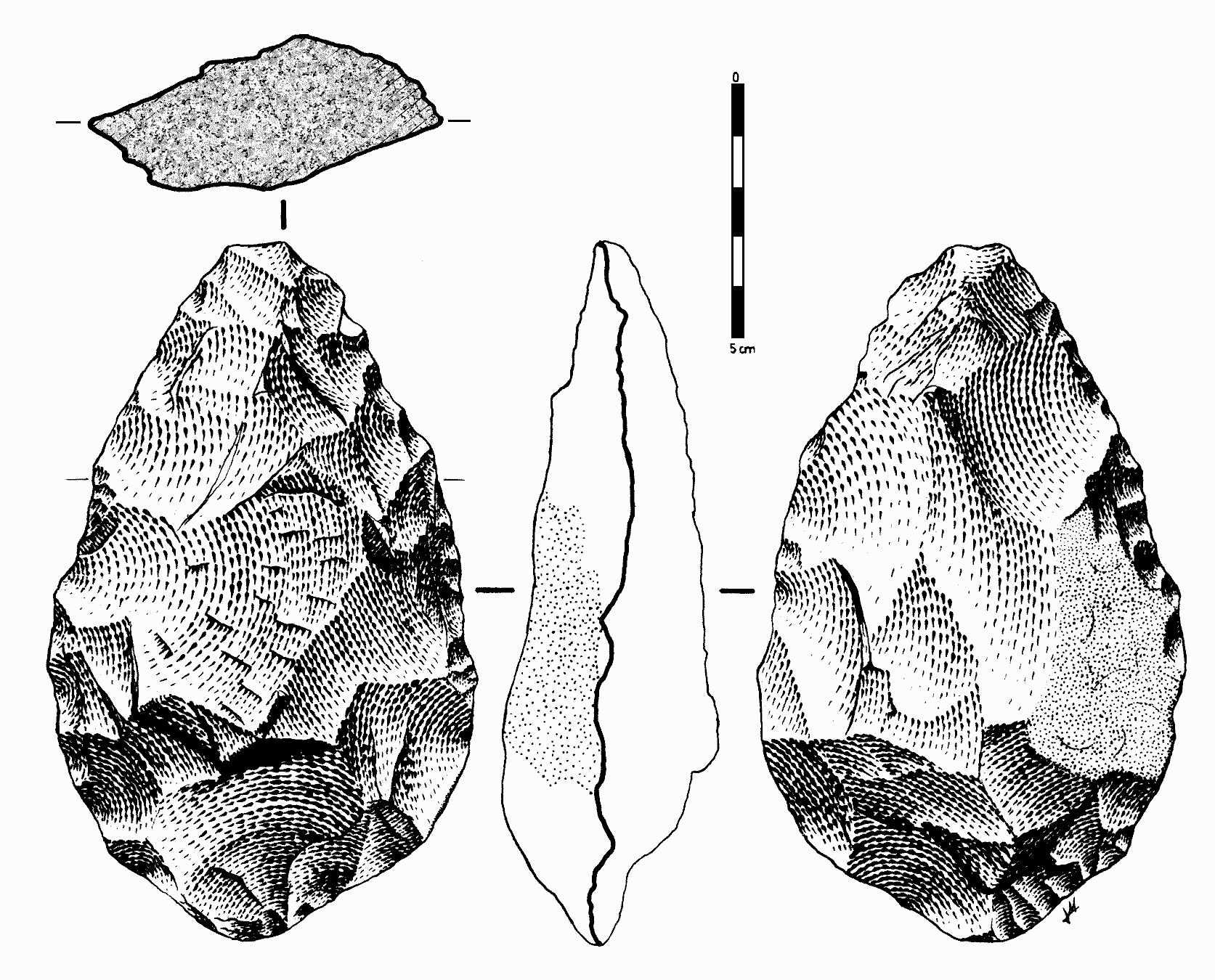
Bifaz achelense.

Tipológicamente destacan los bifaces y los cantos trabajados, indicando la pertenencia al Achelense (sobre todo los bifaces), sin embargo con cronologías poco claras debido a la descontextualización de los útiles.
Por su ubicación cabe destacar que, prácticamente, todos los yacimientos estudiados se encuentran sobre las cuencas de los ríos (Guadiana, Jabalón, etc.), esto indicaría que la presencia de los útiles en la cuenca de los ríos es fruto de las arrastradas de los mismos, de ahí que solamente encontremos yacimientos secundarios, que no primarios, por lo que es muy difícil poder establecer una cronología clara, así queda patente también la importancia de mantenerse próximos a cursos de agua a modo de abastecimiento.
Mucha recogida de objetos procede también de prospecciones, lo que dificulta su cronología.

## Yacimientos

### Laguna Blanca
Se localiza en el término municipal de Argamasilla de Calatrava. Situado en las inmediaciones de los edificios y formas volcánicas asociadas al Cerro Cabeza Parda, volcán formado por dos cerros de material principalmente piroclástico y escoráceo. Suelo arcilloso de color rojo.
En cuanto a la industria lítica encontrada en el yacimiento podemos destacar: restos de talla (núcleos y lascas), cantos tallados (mayoritariamente chopping-tools), hendidores, raederas, raspadores, perforadores, denticulados, muescas, etc.

### Las Eras
Localizado en el término municipal de Argamasilla de Alba en el alto Guadiana.
En cuanto a su inventario: se ha encontrado una lasca de descortezamiento con talón cortical, un canto de talla unifacial, tres cantos tallados bifacialmente, uno de ellos clasificado como protobifaz.

### Los Areneros
Localizado en el término municipal de Argamasilla de Alba. En el yacimiento se ha encontrado lascas y nueve cantos trabajados o chopping-tools.

### Molino del Emperador
Localizado en el término municipal de Ciudad Real, siendo un depósito de material de unos +20/25 metros sobre el río Guadiana, en un nivel superior de gravas con matriz arcillo-arenosa, y que por su posición, además, un nivel inferior con matriz arcillo-arenoso del cual también se encontró industria.
En el yacimiento se ha encontrado, núcleos, lascas, 2 cantos rodados con posibles huellas de utilización y una raedera cóncava.

### Porzuna

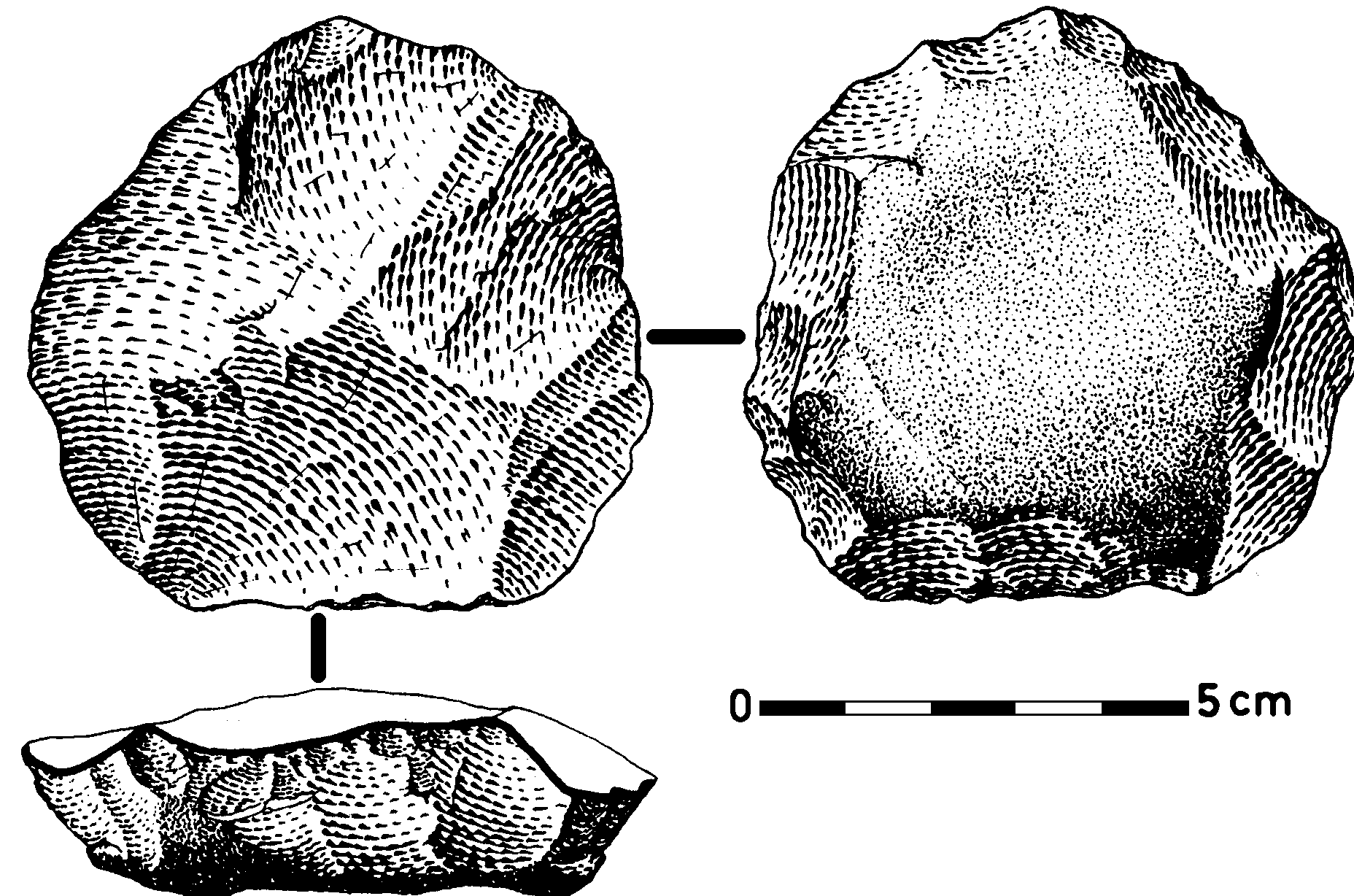
Núcleo Levallois centrípeto reiterativo para lascas del periodo Achelense.

Porzuna, en la provincia de Ciudad Real, se halla situada en un valle de las estribaciones meridionales de los Montes de Toledo. La prospección se concentra en, aparte del yacimiento paleolítico, una serie de hallazgos sueltos y localizaciones. 
Industria muy rica dividida en tres colecciones:
- Estanislao Oliver: restos de talla, como son núcleos y lascas (mayoritariamente son lascas, muy destacadas las de técnica Levallois), bolas y esferoides, cantos tallados (choppers y chopping-tools), bifaces, hendidores, triedros, discos, raederas, raspadores, etc.
- Alfonso Retamosa: núcleos, cantos trabajados, bifaces, lascas (fundamentalmente de técnica Levallois), raederas, raspadores, buriles, denticulados, etc.
- Margarito Expósito: lascas Levallois, cantos tallados, bifaces, hendedores, cuchillos, denticulados, perforadores, raederas, etc.

El yacimiento lítico se encuentra situado en el centro del valle y su emplazamiento queda superado por el Río Bullaque en dos áreas de hallazgos.

### Puente Picón
Localizado en el término municipal de Picón sobre la cuenca del río Guadiana.
Se han localizado en el yacimiento abundantes “peeble-tools”, bifaces de talón espeso tipo abbevillense y escasas lascas, algunas de ellas retocadas para obtener puntas.

### Santa María del Guadiana
Se localiza en el término municipal de Argamasilla de Alba, en el margen este del río Guadiana.
En cuanto al análisis de los materiales: restos de talla (lascas y núcleos), bola poliédrica, cantos tallados, bifaces, raederas, raspadores, denticulados, cepillos, cuchillos, perforadores, etc.

### Terraza de +19/20 metros de la orilla derecha del Jabalón
Localizado en el término municipal de Ciudad Real, en la antigua carretera de Ciudad Real a Puertollano, en el Jabalón aguas debajo de Puente Morena.
La industria localizada se reduce esencialmente a un canto trabajado con filo convergente recto-denticulado-cóncavo, elaborado sobre una capa natural que conserva corteza en casi toda la cara superior. Además se recogió una placa con huellas.

### Terraza de +30 metros aguas arriba de Puente Morena
Localizado en el término municipal de Poblete en la cuenca del río Jabalón.
Se han localizado dos utensilios sobre lasca (raedera desviada y denticulado) y un canto trabajado bifacial.

### Valverde
Localizado en el término municipal de Ciudad Real, en la localidad de Valverde.
Se han localizado, núcleos, lascas, raederas, perforador sobre lasca, punta de aspecto musteriense.